# Chudějov (Žár)

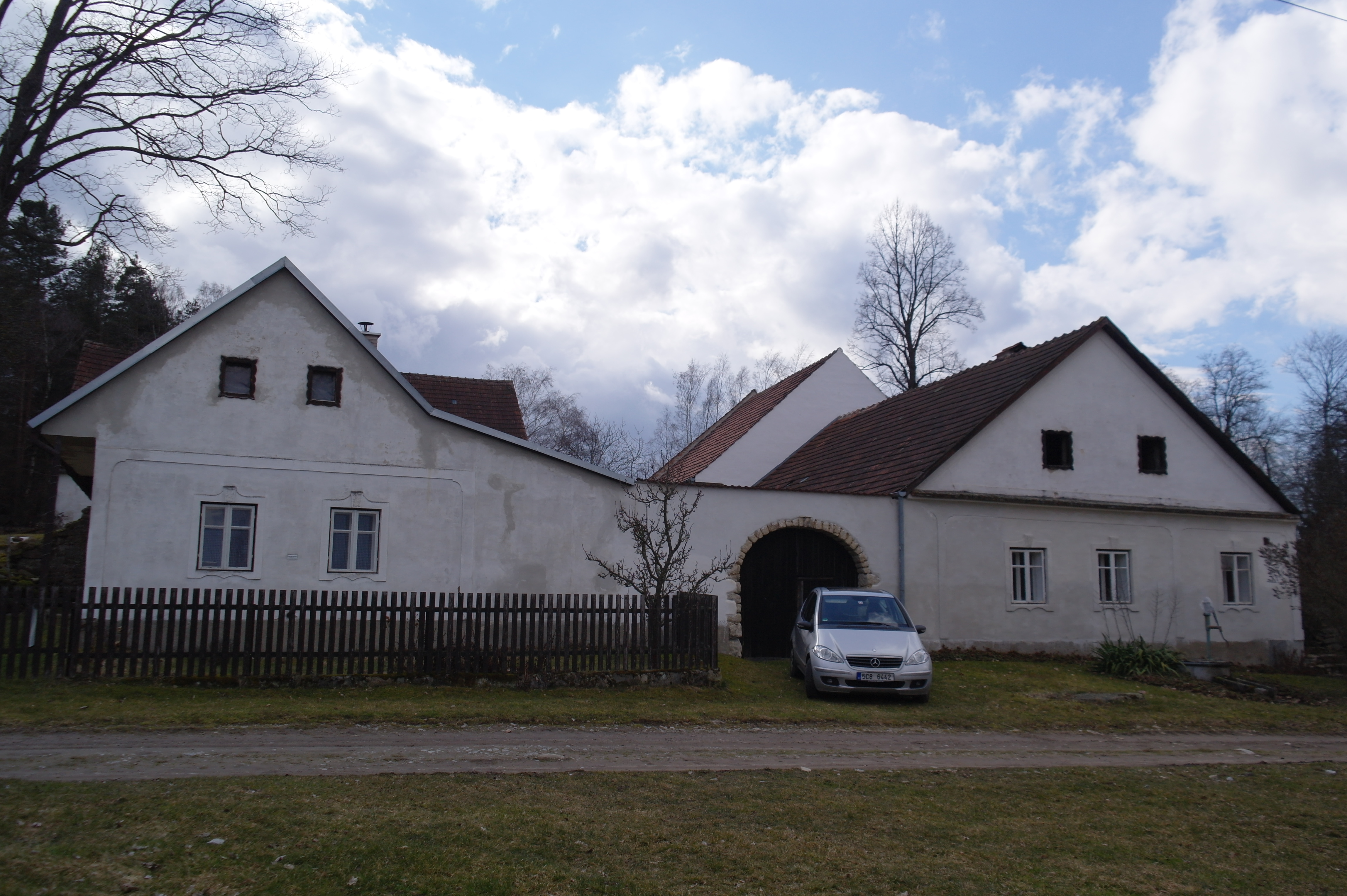
Gehöft Nr. 4 und 5

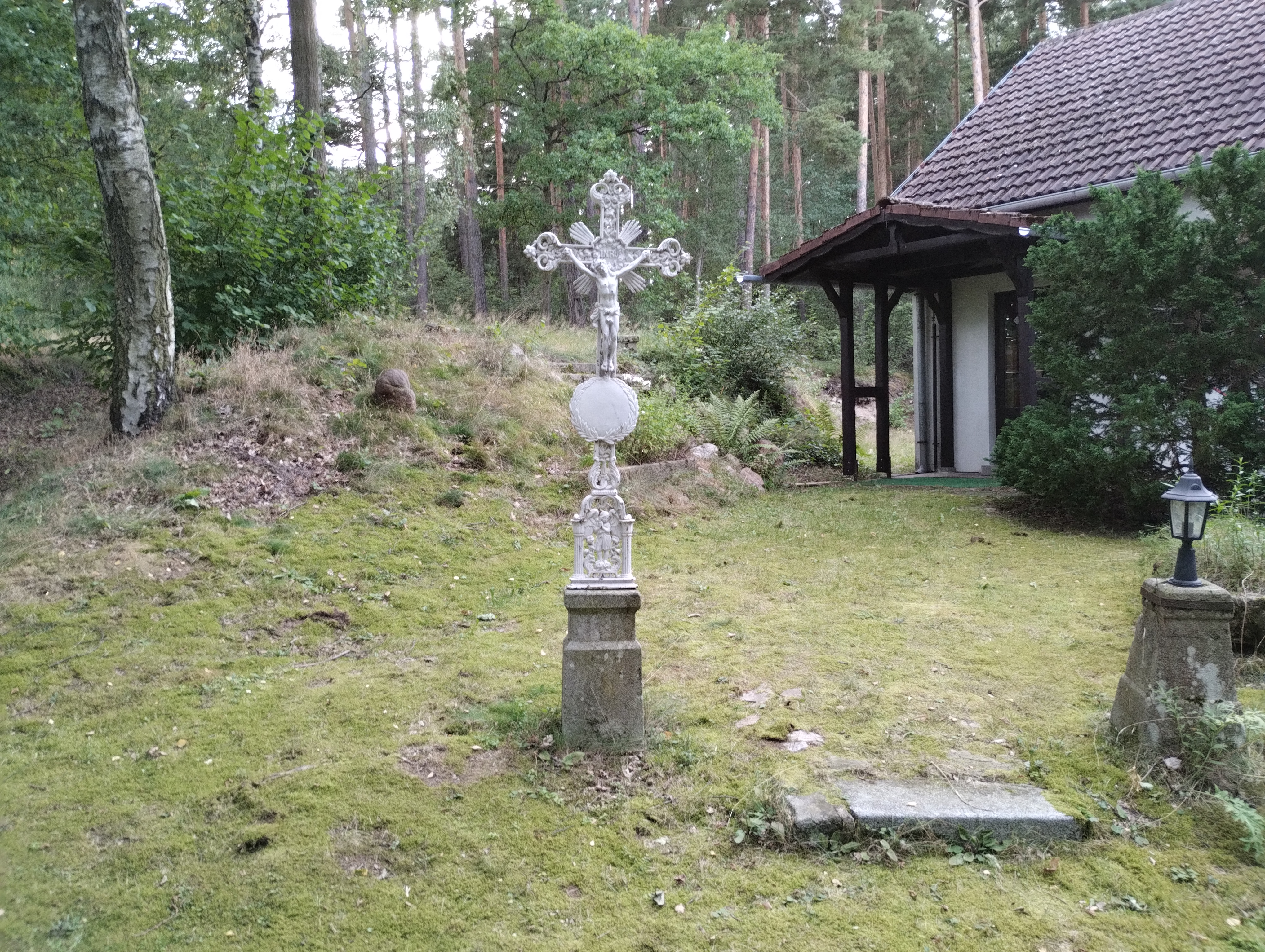
Kreuz am Ortsrand

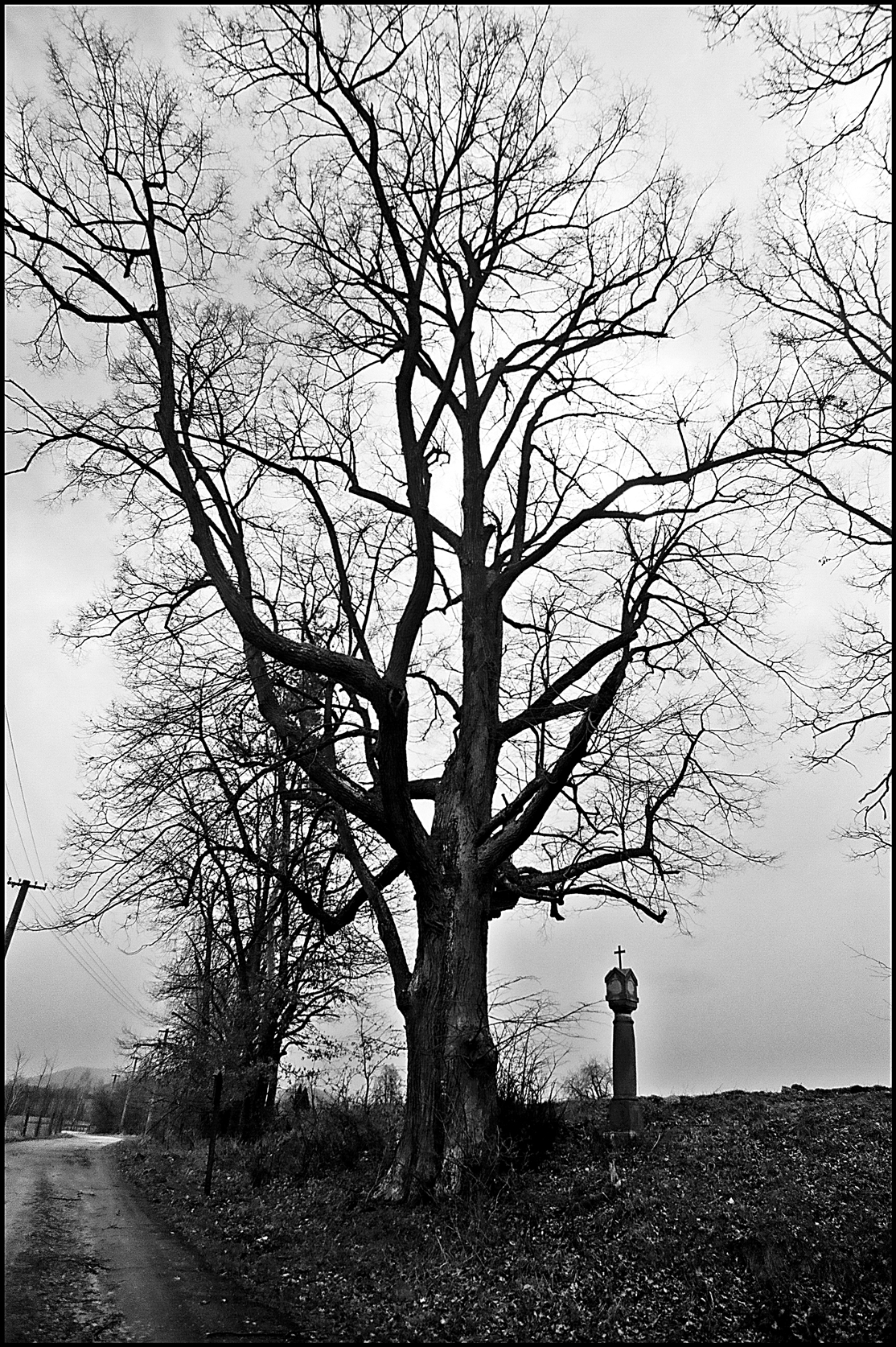
Bildstock und Linde

Chudějov (deutsch Wieden) ist ein Weiler der Gemeinde Žár (Sohors bei Gratzen) im Okres České Budějovice in Tschechien. Der Ort liegt acht Kilometer westlich von Nové Hrady (Gratzen).

## Geographie
Chudějov befindet sich rechtsseitig über dem Tal des Svinenský potok (Schweinitzer Bach) in den Novohradské podhůří (Gratzener Gebirgsvorland). Nördlich erhebt sich der Háperk (Eichberg; 579 m n.m.) und südwestlich die Žumberská hora (560 m n.m.).
Nachbarorte sind Hrádek (Häusles) im Norden, Buková (Buggau) und Žár im Nordosten, Svaryšov  (Sworeschau) und Hlinov (Tonnberg) im Osten, Božejov (Buschendorf) im Südosten, Žumberk (Sonnberg) im Süden, Kondrač (Neudorf) im Südwesten, Klažary (Glasern) und Čížkrajice (Sitzkreis) im Westen sowie Mezilesí (Trautmanns), Mokrovec und Pěčín (Haid) im Nordwesten.

## Geschichte
An der Stelle des Dorfes befand sich ursprünglich der zur Sonnberger Kirche gehörige Hof Chuděgow, dessen Zins dem Pfarrer zufiel. Erstmals schriftlich erwähnt wurde der Hof 1541 im Zinsbuch der Herrschaft Gratzen, da deren Besitzer – die Herren von Rosenberg – bereits seit dem 14. Jahrhundert das Kirchpatronat in Sonnberg innehatten. Im Gratzener Urbar von 1553 sind fünf Hausbesitzer, darunter ein Müller, die dem Sonnberger Pfarrer zinsten, aufgeführt. 1594 wurden die Bewohner durch Peter Wok von Rosenberg von der Totenfälligkeit befreit. Am 13. März 1610 schenkte Peter Wok die Feste Sonnberg mit neun Dörfern seinem Sekretär Theobald Hock von Zweibrück und dessen Bruder Johann. Durch die Erben des letzten Rosenbergers wurde Theobald Hock der Urkunden- und Testamentsfälschung sowie der Erschleichung des Adelstitels bezichtigt und 1618 wegen dieser Delikte zum Tode verurteilt. Das Gut Sonnberg mit allem Zubehör wurde den Herren von Schwanberg zugesprochen. Während dieser Zeit bekam die Sonnberger Kirche einen protestantischen Pfarrer. Johann Georg von Schwanberg entzog der Kirche den Hof Chuděgow und ließ ihn in vier Bauernwirtschaften aufteilen, die der Herrschaft Gratzen untertänig wurden. Da sich der nachfolgende Besitzer, Peter von Schwanberg, am Ständeaufstand von 1618 beteiligt hatte, wurden dessen Güter 1620 konfisziert. Im Februar 1621 verlieh Ferdinand II. die Herrschaft Gratzen an seinen Feldherrn Charles Bonaventure de Longueval, Comte de Bucquoy. Bucquoy überließ dem nunmehr wieder katholischen Sonnberger Pfarrer die vier Bauernwirtschaft als Ausgleich für den verlorenen Hof zum Nutzgenuss. Seine Nachfahren hielten den Besitz über mehr als drei Jahrhunderte. Karl Philipp de Longueval errichtete 1669 auf den böhmischen Familiengütern ein Majorat. Im Jahre 1788 bestand Widen bzw. Wihen aus vier Häusern.
Im Jahre 1840 bestand das im Budweiser Kreis gelegene Dorf Wieden bzw. Chuděgow aus sechs Häusern mit 35 deutschsprachigen Einwohnern. Pfarr- und Schulort war Sonnberg. Bis zur Mitte des 19. Jahrhunderts blieb Wieden der Fideikommissherrschaft Gratzen untertänig.
Nach der Aufhebung der Patrimonialherrschaften bildete Wieden / Chudějov eine Ansiedlung der Gemeinde Sonnberg / Žumberk im Gerichtsbezirk Gratzen. 1868 wurde das Dorf dem Bezirk Kaplitz zugeordnet. Im Jahre 1869 bestand Wieden aus sechs Häusern und hatte 37 Einwohner. Im Jahre 1900 hatte Wieden 38 Einwohner, 1910 waren es 48.
Nach dem Ersten Weltkrieg zerfiel der Vielvölkerstaat Österreich-Ungarn, das Dorf wurde 1918 Teil der neu gebildeten Tschechoslowakischen Republik. Beim Zensus von 1921 wurde Wieden als zu Sonnberg gehörige Häusergruppe aufgeführt; sie bestand aus sechs Häusern mit 33 Einwohnern. 1930 lebten in den sechs Häusern von Wieden 29 Personen. Nach dem Münchner Abkommen wurde Wieden im Oktober 1938 dem Deutschen Reich zugeschlagen und gehörte bis 1945 zum Landkreis Kaplitz. Nach dem Ende des Zweiten Weltkrieges kam Chudějov zur wiedererrichteten Tschechoslowakei zurück. Nach der Vertreibung der meisten deutschen Bewohner wurde das Dorf mit Tschechen wiederbesiedelt. 1949 erfolgte die Aufhebung des Okres Kaplice und die Umgliederung des Dorfes in den Okres Trhové Sviny. 1950 lebten in den fünf Häusern von Chudějov 20 Personen. Im Zuge der Gebietsreform von 1960 wurde Chudějov zusammen mit Žumberk nach Žár eingemeindet und dem Okres České Budějovice zugeordnet; zugleich erhielt Chudějov den Status eines Ortsteils. Im Jahre 1970 hatte Chudějov 14 Einwohner und bestand aus zwei Wohnhäusern. Zum 1. Juli 1980 wurde der Ortsteil Chudějov aufgehoben. Beim Zensus von 1980 hatte Chudějov keine ständigen Einwohner mehr, daran hat sich bis heute nichts geändert.

## Ortsgliederung
Der Weiler gehört zum Ortsteil Žumberk und ist Teil des Katastralbezirkes Žumberk u Nových Hradů.

## Sehenswürdigkeiten
- Bildstock mit 35 cm hohem Kreuzaufsatz, vor der Ortseinfahrt von Žumberk unter einer hohen Linde (Baumdenkmal)
- Gusseisernes Kreuz, in der Nähe des Bildstockes